# Ibra Charles Blackwood
Ibra Charles Blackwood, född 21 november 1878 i Spartanburg County i South Carolina, död 12 februari 1936 i Spartanburg i South Carolina, var en amerikansk demokratisk politiker. Han var South Carolinas guvernör 1931–1935.
Blackwood studerade vid Furman University och Wofford College. Efter juridikstudier inledde han 1902 sin karriär som advokat i South Carolina.
Blackwood efterträdde 1931 John Gardiner Richards som guvernör och efterträddes 1935 av Olin D. Johnston. År 1936 avled han och gravsattes i Spartanburg.